# Родна кућа Ервина Шинка
Родна кућа Ервина Шинка је непокретно културно добро које се налази у улици Петра Драпшина бр. 11 и под заштитом Покрајинског завода Новога Сада.

## О споменику културе
Франц Шпицер чувени је књижевник пореклом из Апатина, рођен у угледној јеврејској трговачкој породици, а познатији је био под псеудонимом Ервин Шинко. Под утицајем социјалистичких идеја активно је учествовао у револуционарним догађајима и формирању Мађарске совјетске републике. Дуг временски период је на једној кући у улици Димитрија Туцовића била грешком постављена његова спомен плоча на којој је чак и писало да је то Ервинова родна кућа, али је увидом у Матичне књиге рођених откривена грешка и потом је констатовано да је заправо његова родна кућа у данашњој улици Петра Драпшина број 11, која је данас представља и трговачку радњу под називом ,,Квин".